# Droga krajowa B454 (Niemcy)
Droga krajowa 454 (niem. Bundesstraße 454) – niemiecka droga krajowa przebiegająca na osi wschód - zachód z Niederaula przez Oberaula, Schwalmstadt do Kirchhain w Hesji.